# Радзивилл, Юрий Геркулес
Ю́рий Радзиви́лл по прозвищу Геркуле́с (лит. Jurgis Radvila, бел. Юры Радзівіл Геркулес, пол. Jerzy Radziwiłł Herkules; ок. 1480 — апрель 1541) — государственный деятель Великого княжества Литовского, первый гетман польный литовский (1521—1531), гетман великий литовский в 1531—1541 годах, воевода киевский в 1511—1514, каштелян виленский в 1527—1541. Сын Николая Радзивилла Старого.

## Биография
С 1500-х годов занимал различные должности наместников, в том числе вяленского, мейшгаловского, мерацкого, уценского, мозырского (в 1511—1514), гродненского (с 1514), лидского и белицкого (с 1528). Подчаший литовский в 1509—1517, воевода киевский в 1511—1514, гетман польный литовский в 1520—1523 годах, каштелян трокский в 1522—1527 и виленский с 1527 года, одновременно маршалок польный с 1528 года. В 1530-х годах, вместе с канцлером ВКЛ А. Гаштольдом и жемойтским старостой Я. Радзивилом входил в магнатский триумвират, фактически управлявший ВКЛ в отсутствие великого князя. С 1531 года гетман великий литовский.
Являлся одним из богатейших магнатов ВКЛ. Владел усадьбами Свирь, Михалишки, Жупраны, Баруны, Геранёны в Ошмянском повете, Индура, Котра, Табола в Гродненском повете, Жырмуны, Докудово, Селец и Збляны в Лидским повете, Вселюб и Липск в Новогрудском повете, Вязынь, Налибоки, Камень Хорецкий в Минском повете.
Прославился своими победами в 30 битвах. Участвовал в войне с Русским государством в 1508 году. В 1511 году со слуцким князем Юрием Олельковичем разбил крымских татар в урочище Рутка в 30 километрах от Киева. В 1512 году участвовал в победоносной битве под Лопушиным. В Оршанской битве командовал литовской конницей на левом фланге. В 1517 году участвовал в разгромной для Литвы осаде Опочки, а в 1519 — в боях с русским войском у Крева. В 1519—1521 годах воевал с Тевтонским орденом. В 1527 году вместе с Острожским разбил татар на реке Ольшаница за городом Канев. В 1534—1537 годах командовал литовским войском в Стародубской войне. В 1535 году его войско вместе с войском Я. Тарновского взяло Гомель и Стародуб. При взятии Стародуба было убито 13 тысяч мирных жителей.

## Семья
Основатель биржанско-дубинской ветви рода Радзивиллов.
Был дважды женат, первым браком на Барбаре Кишке (ум. 1513), дочери великого гетмана литовского Станислава Петровича Кишки, от брака с которой детей не имел.
В 1515 г. вторично женился на Барбаре Кола ум. 1550), дочери воеводы подольского Павла Колы, от которой имел двух дочерей. Оставил троих детей:
- Николая по прозвищу «Рыжий» (1512—1584), великого канцлера литовского и великого гетмана литовского
- Анну Елизавету[пол.] (1518—1558), жену маршалка Волынской земли Петра Кишки и великого стольника литовского князя Семена Гольшанского.
- Барбару (1520—1551) — польскою королеву, жену Сигизмунда II Августа